# JinJoo Lee
JinJoo Lee (Hangul: 이진주- 15 de novembro de 1990) é uma guitarrista sul-coreana. Ficou conhecida por ser a guitarrista principal da banda DNCE.

## Início da vida
JinJoo Lee nasceu em 15 de novembro de 1990 em Incheon, Coreia do Sul.
Ela aprendeu a tocar guitarra aos doze anos, aos dezenovemudou-se para Los Angeles, onde ela aprendeu a língua inglesa. 

## Carreira

### Música
JinJoo já performou com JoJo, The Jonas Brothers, Charli XCX, Jordin Sparks, todas as integrantes femininas de apoio do CeeLo Green, Scarlet Fever em 2010 - 2011.
Ela é guitarrista da banda DNCE (tendo Joe Jonas como vocalista líder), que estreou em 2015.  

### DNCE
JinJoo conheceu Joe Jonas em 2009, enquanto estava em turnê com o Jonas Brothers. Ela é a única
mulher na banda, e quando foi questionada sobre isso, ela respondeu ''É a melhor coisa... porque eles são muito simples.
Rapazes são tão simples e fáceis. Eu não sei, eu adoro trabalhar com caras. Sempre foi assim durante a minha carreira.
Eu sempre fui a única mulher na banda o tempo todo, então estou acostumada. Estou muito confortável, e eles são engraçados e divertidos''.  